# Nervus medianus

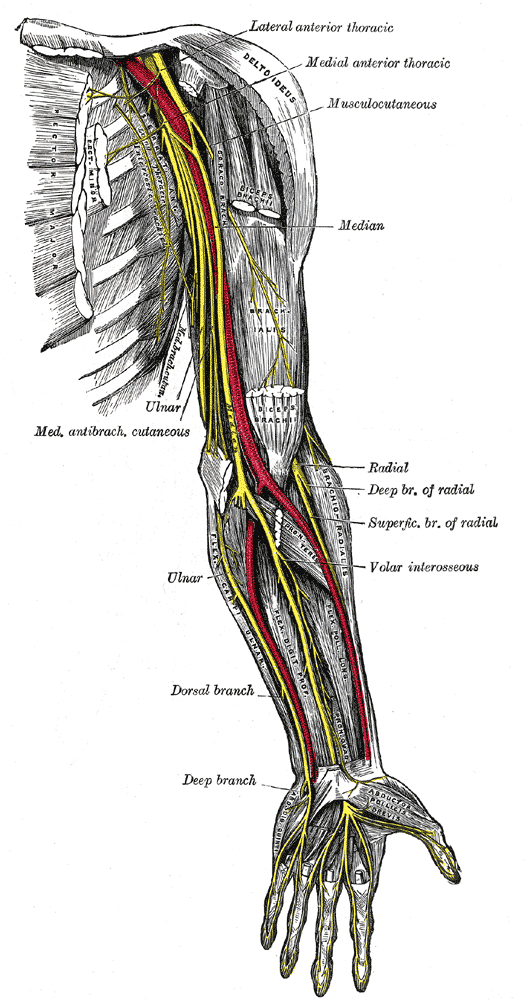
Vänster arms nerver.
Illustration: Gray's Anatomy, 1918. (PD)

Nervus medianus (latin: "mellersta nerven") är, i människans kropp, en nerv som löper längs med över- och underarmarnas mitt ned till handen. N. medianus innerverar de flesta av underarmens flexormuskler och en stor del av huden på handens palmarsida.
N. medianus har sitt ursprung i laterala och mediala nervknippen (fasciculus lateralis et medialis) i axelns nervfläta (plexus brachialis) med rötter i ryggradens sjätte till åttonde cervikalnerver och första thorakalnerv (C6–T1).
N. medianus passerar överarmen längs med a. brachialis utan att innervera överarmens delar.
I armbågen passerar n. medianus in under bicepsaponeurosen (aponeurosis bicipitis brachii) ned i armvecket (fossa cubitalis) där grenar försörjer underarmens ytliga flexorer. Nerven lämnar armbågsregionen mellan m. pronator teres två huvuden.
| Höger arms kutana nerver.                                                                                     | Höger arms kutana nerver. |
| Höger arms kutana nerver med innervationsområden. N.medianus i rosa. Illustration: Gray's Anatomy, 1918. (PD) |                           |

Nerven har fått sitt namn eftersom den löper axialt längs med underarmens framsida. Under m. flexor digitorum superficialis avger n. medianus trådar (n. interosseus antebrachii anterior) som innerverar m. flexor digitorum profundus, m. flexor pollicis longus och m. pronator quadratus. Dessutom innerveras underarmens samtliga flexorer utom m. flexor carpi ulnaris och ulnara delar av m. flexor digitorum profundus.
I handleden avges en gren (ramus palmaris) till handflatan innan nerven passerar under flexorretinaklet genom karpaltunneln för att sedan bli bredare och dela sig i sina ändgrenar.
I handen passerar grenar under palmaraponeurosen för att dela sig och löpa ut i fingrarna som nn. digitales palmares communes. Dessa numreras 1–3 och försörjer tummen, pekfingret, långfingret och den radiala sidan av ringfingret, palmart samt för mellan- och ytterfalangerna även dorsalt inklusive naglarna.
Den första medianusgrenen avger en gren (ramus muscularis) som innerverar de ytliga tenarmusklerna. 
Handflatan förses med sensoriska grenar samtidigt som motoriska grenar avges till lumbrikalmusklerna.